# Triplectides misakianus
Triplectides misakianus är en nattsländeart som först beskrevs av Matsumura 1931.  Triplectides misakianus ingår i släktet Triplectides och familjen långhornssländor. Inga underarter finns listade i Catalogue of Life.